# Trafikplanering
Trafikplanering är planering av trafik, inklusive kollektivtrafik.

## Exempel på företeelser som planeras
- Vägmärken
- Trafikljus
- Parkering
- Trafiksäkerhet